# Arquitectura regionalista

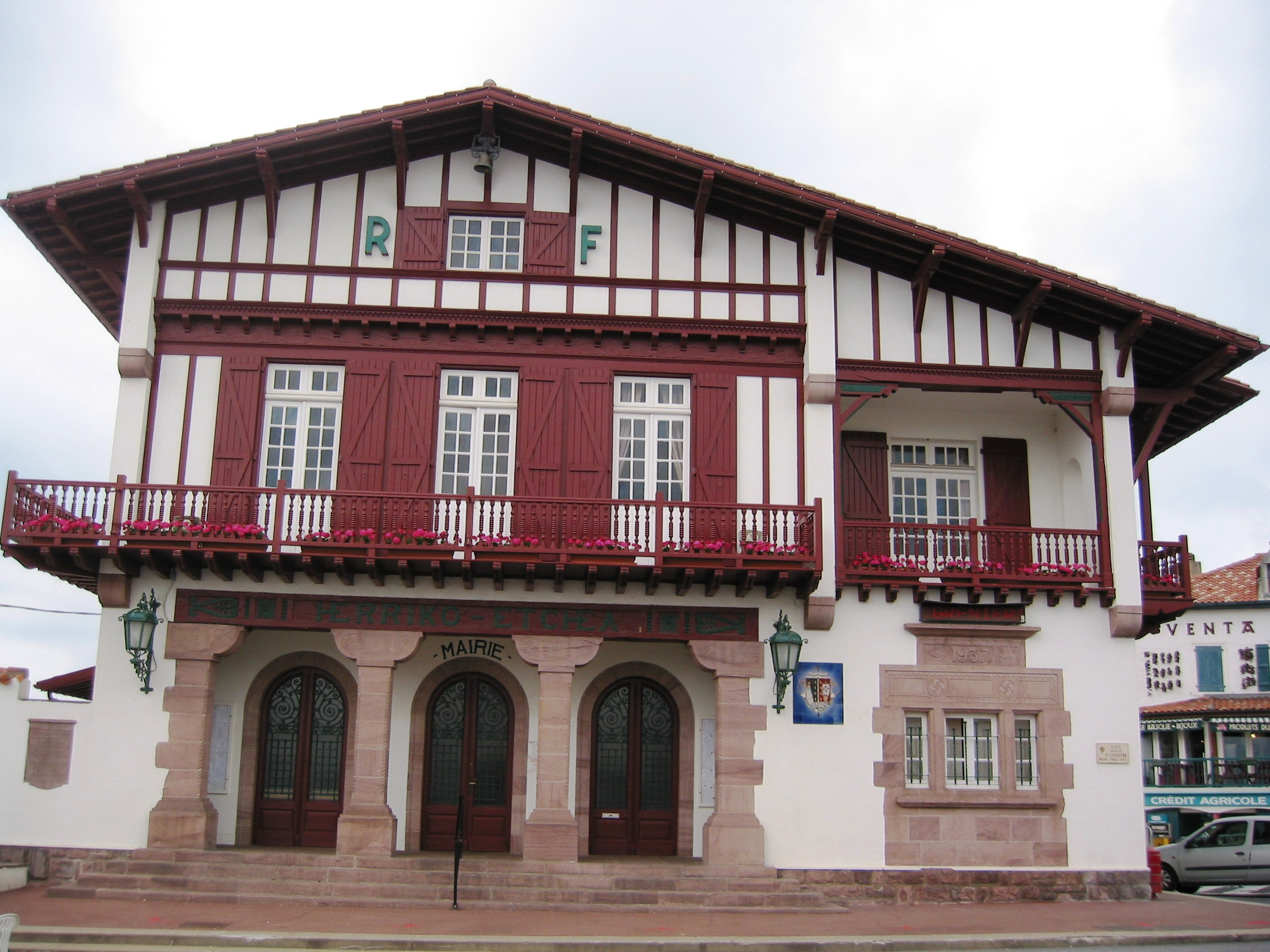
Casa consistorial de Bidarte, al País Basc

L'arquitectura regionalista és un corrent arquitectònic desenvolupant entre la dècada del 1890 i la dècada del 1950 principalment als estats espanyol i francès. Beu de l'eclecticisme i de l'historicisme i té les seves arrels polítiques en el regionalisme polític. En essència, el regionalisme es proposa de recrear l'arquitectura regional i vernacla d'un territori.
Per les seves pròpies característiques, les característiques varien molt d'un territori a l'altre. A França tengué especial importància a Normandia i al País Basc, i a Espanya en tengué, a banda del País Basc, a Andalusia i també a Mallorca; per altra banda, hi ha autors que consideren que el noucentisme català és l'expressió del regionalisme arquitectònic en aquest territori. A l'Argentina s'exportaren regionalismes europeus, principalment el basc i el normand.
El regionalisme crític, per altra banda, és un enfocament de l'arquitectura moderna que pretén remeiar la indiferència d'aquestes construccions respecte de l'indret i que no entronca amb el regionalisme de començament de segle, atès que es desenvolupa a partir dels anys vuitanta.

## El regionalisme a Espanya

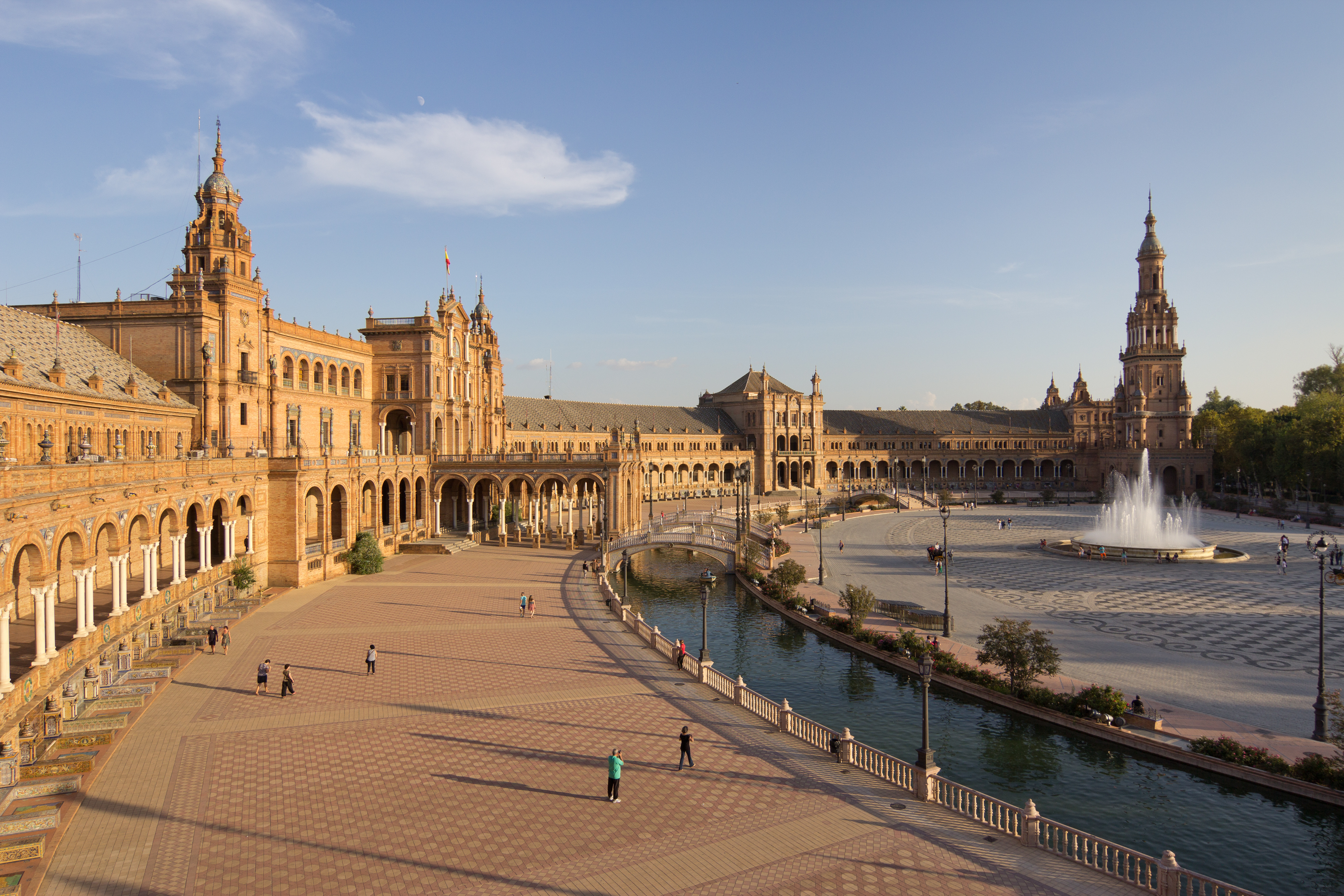
La Plaza de España de Sevilla és el màxim exponent del regionalisme andalús.

El regionalisme arquitectònic es desenvolupa dins l'estat espanyol com a resposta al regeneracionisme sorgit de la crisi del 1898. Segons els postulats renaixentistes, la regeneració cultural i política arribaria per mitjà del desenvolupament autònom de les regions. No va ser fins a la dècada del 1910, però, que va prendre importància, i va ser ja de bon començament dividit en dos corrents: la del nord, de la qual destacava el regionalisme neobasc, i la del sud, en la qual capitanejava Andalusia.

### A Mallorca

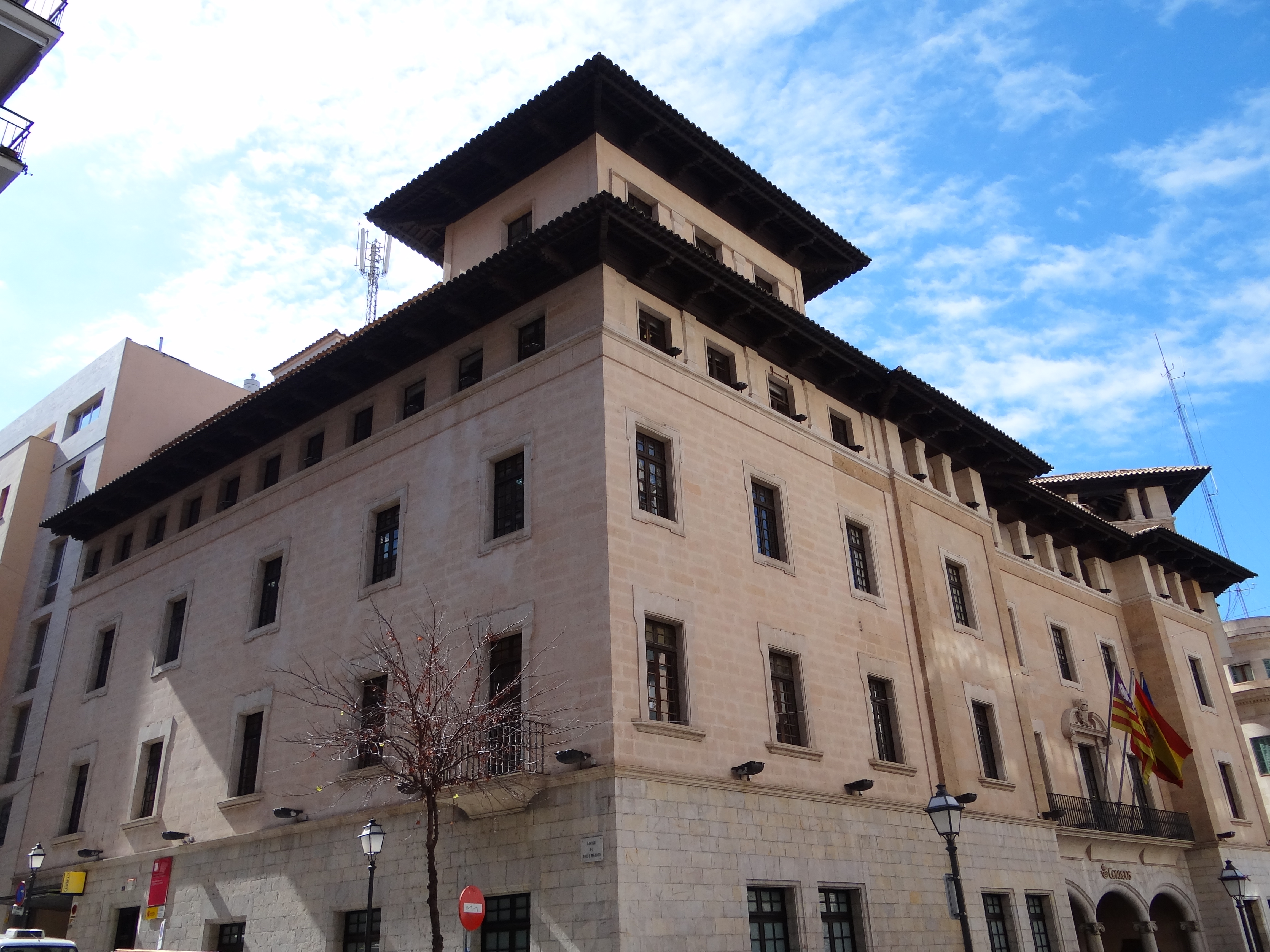
L'edifici de Correus de Palma és un exemple d'arquitectura regionalista mallorquina.

El regionalisme mallorquí es manifesta en l'arquitectura relativament tard, per bé que té precedents els anys deu en qualque construcció de Guillem Reynés. Es desenvolupà els anys vint, i prengué importància durant la Segona República, just quan entrà en decadència a la resta de l'estat i principalment a Andalusia. Després de la guerra, per bé que els referents ideològics del regionalisme restaren políticament enterrats, l'estètica regionalista es mantengué en allò que hom ha denominat estil mallorquí, que manté el gust per l'arquitectura tradicional i suposa una continuïtat estilística.
En general, predomina l'estètica per damunt de les qüestions constructives, de manera que l'aparença tradicional sol amagar una funcionalitat moderna. El model triat per l'edifici regionalista mallorquí és l'arquitectura senyorial urbana de Palma i les grans cases de possessió, totes dues d'una idea gòtica amb afegits barrocs. Així doncs, l'edifici regionalista mallorquí per antonomàsia recrea l'estructura de planta baixa, planta noble i porxo, per bé que, depenent de la funció de l'edifici, pot incorporar més plantes, situades sempre entre la noble i el porxo. Les façanes són planes i senzilles, amb volada i portal amb arc de mig punt. Les finestres poden incorporar detalls barrocs, però també són molt freqüents les finestres renaixentistes i les finestres coronelles, pròpies del gòtic. De les cases de possessió n'extreu les galeries italianitzants.